# Karl Paschen
Karl Heinrich Theodor Paschen (* 9. Juni 1835 in Schwerin; † 24. Februar 1911 in Kiel) war ein deutscher Marineoffizier, zuletzt Admiral der Kaiserlichen Marine.

## Leben
Paschen war der Sohn des Geodäten Friedrich Paschen und ein Onkel des Physikers Friedrich Paschen.
Er trat am 1. Oktober 1849 als Marinezögling in die Österreichische Marine ein und besuchte 1855 die Marineschule in Triest. Während des Deutsch-Dänischen Krieges 1864 nahm er als Linienschiffsleutnant II. Klasse an dem Seegefecht vor Helgoland und während des Dritten Italienischen Unabhängigkeitskrieges 1866 als Batterieoffizier im Stab von Vizeadmiral Wilhelm von Tegetthoff an der Seeschlacht von Lissa teil.
Am 20. Oktober 1867 trat Paschen als angestellter Kapitänleutnant ohne Patent in die Marine des Norddeutschen Bundes ein. Er wurde dann als Korvettenkapitän in den Admiralstab versetzt. Für die Überführung war er vom 8. Dezember 1872 bis 20. Dezember 1872 Kommandant der Augusta und übernahm am 6. Oktober 1877 das Kommando der Gedeckten Korvette Leipzig zu einer zweijährigen Reise nach Ostasien. 1879 kam er als Dezernent in die Admiralität nach Berlin und wurde dann Kommandant der Panzerfregatte Friedrich Carl. Als Kommandeur der I. Werftdivision fungierte er dann vom 1. Oktober 1881 bis 27. Dezember 1881.
Im März 1884 erhielt Paschen als Kapitän zur See den Befehl über das Ostasiengeschwader, dass Anfang 1885 aber aufgelöst wurde. Ab Juni 1885 führte Paschen dann interimsweise das „ostafrikanische Kreuzergeschwader“, mit dem er im August 1885 Sultan Barghasch ibn Said von Sansibar zur Anerkennung des Schutzbriefs des Deutschen Kaisers über die von den Deutschen in Besitz genommenen Küstengebiete in Ostafrika zwang. Nach seiner Ablösung durch Eduard von Knorr Ende August und einem kurzen Einsatz in Westafrika kehrte Paschen Ende 1885 mit seinem Geschwader nach Deutschland zurück. In der Zwischenzeit war er am 1. Oktober 1885 zum Konteradmiral ernannt worden. Von Anfang April 1886 bis Januar 1889 war er Vorstand des Hydrographischen Amtes im Reichsmarineamt.
1887 befehligte Paschen die „Manöverflotte“, und war ab 1889 als Vizeadmiral Chef der Marinestation der Nordsee. Am 7. April 1891 wurde er zur Disposition gestellt, und am 29. August 1910 erhielt er den Charakter als Admiral verliehen.
Sein Sohn Günther Paschen (1880–1943), welchen er gemeinsam mit Emilie, geb. Donner und Tochter des Konteradmirals Johann Otto Donner, hatte, wurde ebenfalls Marineoffizier, leitete als Artillerieoffizier während der Skagerrakschlacht sehr erfolgreich die schwere Artillerie des Großen Kreuzers Lützow und wurde 1943 vom NS-Regime wegen angeblicher Wehrkraftzersetzung hingerichtet.